# Атнанг-Пуххайм
Атнанг-Пуххайм (нем. Attnang-Puchheim) — город и городская община в Австрии, в федеральной земле Верхняя Австрия. 
Входит в состав округа Фёклабрукк.  Население составляет 9266 человек (на 7 февраля 2006 года). Занимает площадь 12,32 км². Официальный код  —  41703.

## Политическая ситуация
Бургомистр общины — Петер Гройс (СДПА) по результатам выборов 2003 года.
Совет представителей общины (нем. Gemeinderat) состоит из 37 мест.
- СДПА занимает 20 мест.
- АНП занимает 8 мест.
- АПС занимает 5 мест.
- Зелёные занимают 3 места.
- КПА занимает 1 место.